# خیابان ریوینگتون

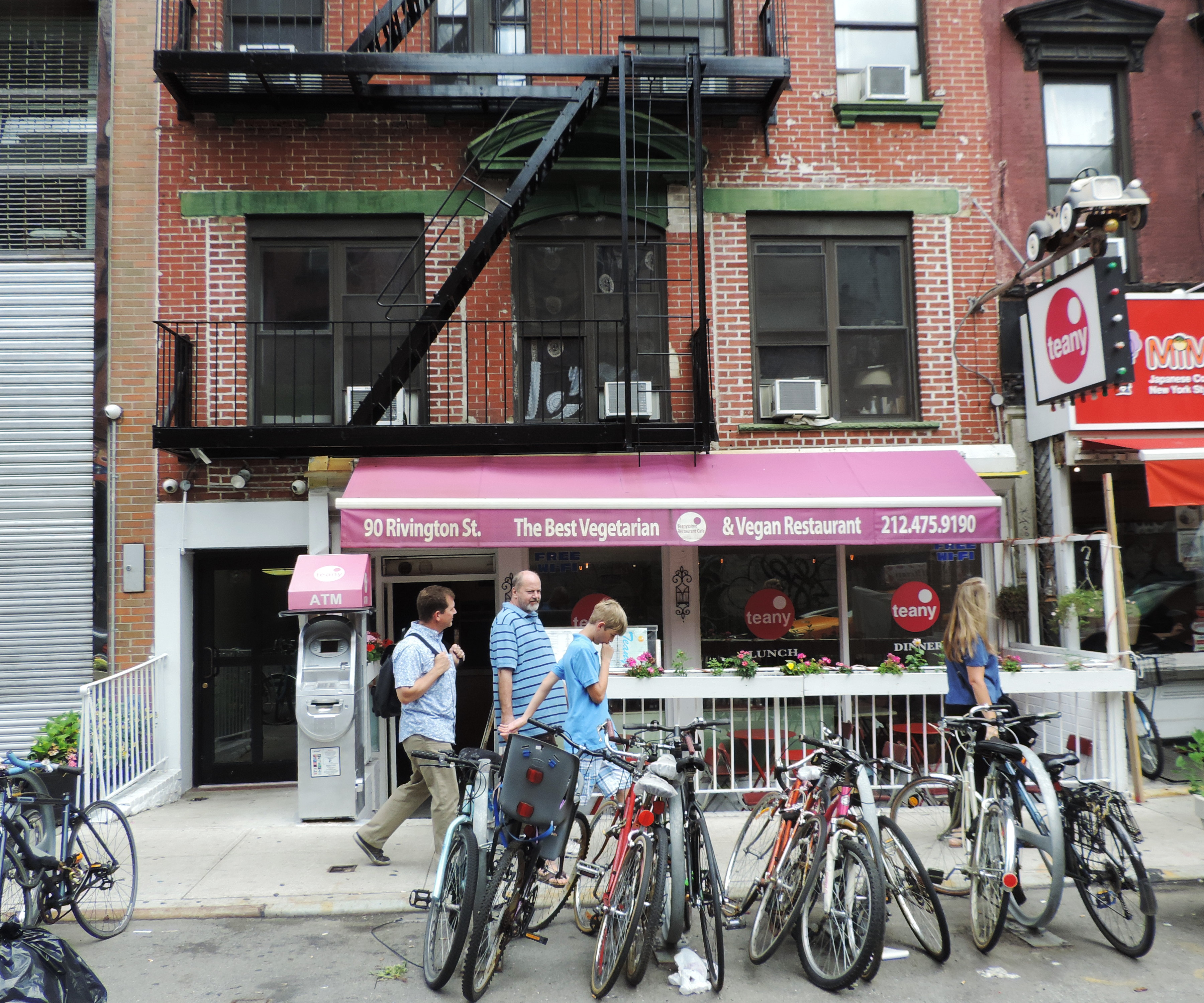
کافه در خیابان ریوینگتون

خیابان ریوینگتون خیابانی در شهر نیویورک منهتن است که در سراسر محله لوئر ایست ساید، بین خیابان بوری و خیابان پیت، با فاصله بین کریستی و فورسایت از پارک سارا دی روزولت می‌گذرد. تردد وسایل نقلیه به سمت غرب در این خیابان یک‌طرفه انجام می شود.
این نام از جیمز ریوینگتون گرفته شده است که تحت پوشش نوشتن یکی از بدنام ترین روزنامه های وفادارماندگان در مستعمرات آمریکا، مخفیانه یک حلقه جاسوسی را اداره می کرد که اطلاعات جرج واشنگتن را تامین می کرد. در اوایل قرن بیستم، این خیابان خانه بسیاری از مهاجران ایتالیایی و یهودی بود، از این رو زادگاه بسیاری از نسل دوم ایتالیایی ها و یهودیان آمریکایی بود. جرج برنز مدتی در آنجا زندگی کرد.

## در فرهنگ عامه
لیدی گاگا در آلبوم استودیویی ۲۰۱۱ خود به نام اینگونه زاده شده‌ام از شورشیان ریوینگتون، گروهی از مهمانداران محلی نام می برد. متن ترانه "عاشق هوی متال" به شرح زیر است، "مروارید کثیف و یک پچ برای همه شورشیان ریوینگتون". بیایید جهنم را در خیابان ها بلند کنیم، آبجو بنوشیم و به مشکل برسیم."
در جانوران شگفت‌انگیز: اسرار دامبلدور، خیابان ریوینگتون نشان می‌دهد که محل نانوایی جیکوب است.